# Valperga (romanzo)
Valperga, Vita e avventure di Castruccio, principe di Lucca è un romanzo storico di Mary Shelley pubblicato nel 1823, non ristampato fino al 1996. In Italia il romanzo è rimasto inedito fino al 2007.
Composto tra il 1818 e il 1821, fu ispirato dal soggiorno italiano dei coniugi Shelley. Il romanzo parla, con un impianto quasi femminista e decisamente romantico, della vita di Castruccio Castracani degli Antelminelli.

## Trama
La storia narra delle vicende della vita di Castruccio Castracani, signore di Lucca che conquistò Firenze e amò passionalmente la Contessa Eutanasia.

## Dettagli della pubblicazione
Il titolo originale dell'opera scelto da Mary era l'attuale sottotitolo; "Valperga" fu consigliato dal padre William Godwin per enfatizzare l'importanza del personaggio femminile della storia.

## Edizioni
- Mary Shelley, Valperga, Vita e avventure di Castruccio, principe di Lucca, collana Oscar Mondadori, traduzione di Lilla Maria Crisafulli e Keir Elam, Arnoldo Mondadori Editore, 2007, ISBN 978-88-04-54417-3.